# Agurne Gaubeka Erauskin
Agurne Gaubeka Erauskin (Bermeo, 1984) és una laboralista basca, que exerceix de directora de l'Observatori dels Drets Lingüístics (Hizkuntz Eskubideen Behatokia) des del setembre de 2019. Anteriorment, va treballar en l'àmbit dels drets des d'una perspectiva feminista i sindical, tant a Catalunya com al País Basc.
Va estudiar Ciències del treball a la Universitat Pompeu Fabra i Relacions laborals a la Universitat del País Basc.